# 峪耳崖镇
峪耳崖镇，是中华人民共和国河北省承德市宽城满族自治县下辖的一个乡镇级行政单位。

## 行政区划
峪耳崖镇下辖以下地区：
后庄村、双洞子村、西川村、上院村、莲花池村、三道河子村、北大岭村、唐家庄村、北大杖子村、前庄村、小庙沟村、大庙沟村、新甸村、蒋屯子村、山家湾子村、增湾子村、龙凤沟村、龙凤沟里村、椅子圈村和葫芦峪村。